# Выпуклая кривая

Выпуклая кривая — это граница выпуклого множества.

Выпуклая кривая — кривая на евклидовой плоскости, которая лежит по одну сторону от любой касательной прямой.
Граница ограниченного выпуклого множества всегда является выпуклой кривой.

## Определения

### Определение с помощью опорных прямых
Любая прямая {\displaystyle L} делит евклидову плоскость на две полуплоскости, в объединении дающие всю плоскость, а пересечение которых совпадает с {\displaystyle L}, кривая {\displaystyle C} «лежит по одну сторону от {\displaystyle L}», если она полностью содержится в одной из этих полуплоскостей. Плоская кривая называется выпуклой, если она лежит по одну сторону от любой её касательной прямой. Другими словами, выпуклая кривая является кривой, которая имеет опорную прямую в каждой точке кривой.

### Определение с помощью выпуклых множеств
Выпуклую кривую можно определить как границу выпуклого множества евклидовой плоскости. Это означает, что выпуклая кривая всегда замкнута (то есть не имеет конечных точек).
Иногда используется более слабое определение, в котором выпуклая кривая является подмножеством границы выпуклого множества. В этом варианте выпуклая кривая может иметь конечные точки.

### Строго выпуклая кривая
Строго выпуклая кривая — выпуклая кривая, не содержащая отрезков. Эквивалентно, строго выпуклая кривая — это кривая, которая пересекает любую прямую максимум в двух точках, или простая замкнутая кривая в выпуклой позиции, что означает, что никакая точка кривой не может быть представлена в виде выпуклой комбинации любого другого подмножества её точек.

## Свойства
Любая выпуклая кривая имеет хорошо определённую конечную длину. Таким образом, выпуклая кривая является подмножеством спрямляемых кривых.
Согласно теореме о четырёх вершинах любая кривая имеет по меньшей мере четыре вершины, точки, в которых достигается локальный минимум или максимум кривизны.

### Параллельные касательные
Замкнутая кривая {\displaystyle C} является выпуклой в том и только в том случае, когда не существует трёх различных точек на кривой {\displaystyle C}, таких, что касательные в этих точках параллельны.

### Монотонность угла наклона
Кривая называется простой, если она не пересекает себя. Замкнутая регулярная плоская простая кривая {\displaystyle C} выпукла тогда и только тогда, когда её кривизна либо всегда положительна, либо всегда отрицательна. То есть, её угол наклона (угол касательной к кривой по отношению к оси) является слабо монотонной функцией параметризации кривой.

## Связанные фигуры
Гладкие выпуклые кривые с осевой симметрией иногда называют овалами. Однако в конечной проективной геометрии овалы определяются как множества, в которых любая точка имеет единственную касательную, что в евклидовой геометрии верно в случае гладких строго выпуклых замкнутых кривых.